# Episodi di The Great (terza stagione)
La terza stagione della serie televisiva The Great, composta da 10 episodi, è stata distribuita sulla piattaforma online Hulu il 12 maggio 2023.
In Italia, invece, è distribuita dal 13 maggio al 15 luglio 2023, con un episodio a settimana, sul canale MGM+, disponibile su Mediaset Infinity e Prime Video.
| N° | Titolo originale       | Titolo italiano    | Pubblicazione USA | Pubblicazione Italia |
| -- | ---------------------- | ------------------ | ----------------- | -------------------- |
| 1  | The Bullet Or The Bear | Orso o pallottola  | 12 maggio 2023    | 13 maggio 2023       |
| 2  | Choose Your Weapon     | Scegli la tua arma | 12 maggio 2023    | 20 maggio 2023       |
| 3  | You The People         | Voi il popolo      | 12 maggio 2023    | 27 maggio 2023       |
| 4  | Stag                   | Cervo              | 12 maggio 2023    | 3 giugno 2023        |
| 5  | Sweden                 | Svezia             | 12 maggio 2023    | 10 giugno 2023       |
| 6  | Ice                    | Ghiaccio           | 12 maggio 2023    | 17 giugno 2023       |
| 7  | Fun                    | Divertimento       | 12 maggio 2023    | 24 giugno 2023       |
| 8  | Peter And The Wolf     | Pietro e il lupo   | 12 maggio 2023    | 1 luglio 2023        |
| 9  | Destiny                | Destino            | 12 maggio 2023    | 8 luglio 2023        |
| 10 | Once Upon A Time       | C'era una volta    | 12 maggio 2023    | 15 luglio 2023       |

## Orso o pallottola
- Titolo originale: The Bullet Or The Bear
- Diretto da: Matthew Moore
- Scritto da: Tony McNamara

### Trama
Caterina affronta le conseguenze della notte precedente, a partire dalla diserzione di Orlo, deluso e sconvolto dalla sua ammissione di essere ormai innamorata di Pietro e di non volerlo più morto, anche se ancora non lo perdona del tutto. Caterina si rassegna a seguire i consigli di Elisabetta e Archie e ordina un gran numero di esecuzioni dei cortigiani leali a Pietro, esecuzioni poi annullate quando Caterina decide di accontentarsi dei loro giuramenti di lealtà. Più tardi, mentre passeggia nei boschi con suo marito, spara fra i cespugli credendo di aver sentito un animale, ma invece uccide, senza rendersene conto, Orlo, che per tutto il giorno aveva seguito Pietro cercando di ucciderlo lui stesso e fallendo ogni volta.

## Scegli la tua arma
- Titolo originale: Choose Your Weapon
- Diretto da: Matthew Moore
- Scritto da: Tony McNamara

### Trama
Caterina viene contattata dai britannici e dagli americani, ciascuno desideroso di ottenere il suo appoggio nella loro guerra civile. Caterina, affascinata dalle idee americane di democrazia e, non da ultimo, dal loro ambasciatore, promette ai britannici truppe che però progetta di fare arrivare solo a guerra vinta, così da non dover prendere effettiva posizione. Successivamente, fa sesso con l'ambasciatore americano per ferire e ingelosire Pietro, che decide di lasciar correre, consapevole del suo stesso passato comportamento. 

## Voi il popolo
- Titolo originale: You The People
- Diretto da: Sheere Folkson
- Scritto da: Tony McNamara

### Trama
Caterina organizza un Nakaz, una conferenza per ascoltare le lamentele del popolo e annunciare la messa al bando dell'omicidio, cosa che le rivolta contro tutte le fasce sociali, dai nobili ai contadini. Nel frattempo, anche se aveva promesso di non farlo, Pietro uccide, con l'aiuto di Grigor e Georgie, un uomo di nome Simitz, che aveva abusato sessualmente di tutti e tre quando erano bambini, motivo per cui Caterina decide di lasciar perdere piuttosto che punirli. Si scopre anche che Pugachev è ancora vivo. 

## Cervo
- Titolo originale: Stag
- Diretto da: Sheere Folkson
- Scritto da: Tony McNamara, Fiona Seres

### Trama
La corte prepara i rituali per riconoscere il piccolo Paolo come figlio di Pietro ed erede al trono, ma Caterina annulla tutto quando scopre che includono lo sparare a un cervo mentre il bambino è legato ad esso, e in più è preoccupata per il futuro del figlio quando sente che la sua prima parola è "fica". Successivamente, si rasserena quando la sua seconda parola è "libri" e acconsente ad almeno parte dei rituali. Nel mentre, Archie recluta Pugachev contro Caterina. 

## Svezia
- Titolo originale: Sweden
- Diretto da: Jaffar Mahmood
- Scritto da: Tony McNamara, Ava Pickett

### Trama
Su ordine di Archie, Pugachev si finge Pietro e invita il popolo e i nobili alla ribellione contro Caterina. Lo scopo di Archie è salvare poi l'Imperatrice per usarne la gratitudine e manipolarla. Nel frattempo Hugo manopola Pietro affinché rubi l'esercito russo e si diriga verso la Svezia per riconquistarla. 

## Ghiaccio
- Titolo originale: Ice
- Diretto da: Jaffar Mahmood
- Scritto da: Tony McNamara

### Trama
Caterina e Grigor raggiungono Pietro al fronte svedese per convincerlo a lasciar perdere la Svezia e tornare indietro, ma mentre discutono Pietro cade in un lago ghiacciato e muore, lasciando Grigor devastato dal dolore e Caterina in uno stato di negazione tale da autoconvincersi che la morte di Pietro a cui ha assistito sia stata frutto di un'allucinazione.

## Divertimento
- Titolo originale: Fun
- Diretto da: Matthew Moore
- Scritto da: Tony McNamara

### Trama
Caterina, sempre in negazione, inizia a comportarsi in maniera strana e non è aiutata quando le viene annunciata la morte di Pugachev, perché si convince ulteriormente che Pietro sia vivo e che la notizia della sua morte sia solo un malinteso a causa della somiglianza fra i due. Tuttavia, Grigor, Georgie ed Elisabetta annunciano la morte di Pietro alla corte e Caterina, rendendosi infine conto della verità, ha un crollo emotivo.

## Pietro e il lupo
- Titolo originale: Peter And The Wolf
- Diretto da: Matthew Moore
- Scritto da: Tony McNamara, Ava Pickett

### Trama
Caterina è sconvolta e in lutto e rischia per questo di perdere le rendini del Paese, anche se è aiutata in ciò da Marial e Grigor. Elisabetta cerca di recuperare il corpo di Pietro e trova conforto nel credere che lo spirito di Pietro sia tornato a salutarla sotto forma di lupo. Pugachev, che ancora una volta è scampato alla morte, continua a raccogliere sostenitori fingendosi Pietro, ma Caterina non è abbastanza stabile per occuparsene con lucidità.

## Destino
- Titolo originale: Destiny
- Diretto da: Tricia Brock
- Scritto da: Tony McNamara, Fiona Seres

### Trama
Caterina ancora non riesce a superare il suo dolore, iniziando addirittura a giocare alla roulette russa e tenendo il figlio Paolo nascosto nei boschi, paranoica per il timore di perdere anche lui. Pugachev continua a spacciarsi per Pietro, sfuggendo ai tentativi di Caterina, Elisabetta, Archie e Velementov di catturarlo. 

## C'era una volta
- Titolo originale: Once Upon A Time
- Diretto da: Tricia Brock
- Scritto da: Tony McNamara

### Trama
Una serie di avvenimenti riescono finalmente a scuotere Caterina, da un tentativo di omicidio all'apparizione di una cometa interpretata come un segno divino, fino all'avviso di Elisabetta che, se non si riprende quel tanto da governare, potrebbe deporla lei stessa. Georgie rapisce Paolo con l'intento di sposarlo, ma il bimbo viene salvato da Grigor, che lascia definitivamente la moglie, e da Marial. Anche Pugachev muore, e Caterina riesce a sfruttare voci e pettegolezzi per manipolare la situazione a suo piacimento e riconquistare la sua posizione: la sera del passaggio della cometa, celebra il suo nuovo inizio con un nuovo taglio di capelli e una danza celebrativa in onore del futuro luminoso della Russia. 